# 刘国田
刘国田（1957年—），山东昌邑人，汉族，中华人民共和国政治人物、第十二届全国人民代表大会山东地区代表。
毕业于山东大学经济法专业。加入中国共产党。2013年，担任全国人大代表。